# CHIPS and Science Act
Le CHIPS and Science Act est une loi promulguée le 9 août 2022 qui inclut un plan d'investissement de 280 milliards de dollars pour la recherche et la production de semi-conducteurs. De manière plus détaillée, cette loi inclut des aides de l'ordre de 54,2 milliards de dollars pour les  semi-conducteurs, en plus d'un crédit d’impôt de 24 milliards de dollars pour les entreprises du secteur. Elle comprend également 170 milliards de dollars pour la recherche dont 85 milliards pour la recherche scientifique publique américaine dont la NASA, la Fondation nationale pour la science, le Département de l'Énergie des États-Unis, le National Institute of Standards and Technology, le Département du Commerce des États-Unis.